# K League 1997
La K League 1997 fue la 15.ª temporada de la K League. Contó con la participación de diez equipos. El torneo comenzó el 26 de abril y terminó el 25 de octubre de 1997.
El nuevo participante fue Daejeon Citizen. Además, Pohang Atoms y Jeonbuk Dinos pasaron a competir oficialmente bajo las denominaciones de Pohang Steelers y Jeonbuk Hyundai Dinos respectivamente, mientras que Bucheon Yukong cambió su nombre durante el torneo a Bucheon SK.
El campeón fue Pusan Daewoo Royals, por lo que clasificó a la Copa de Clubes de Asia 1998-99. Por otra parte, salió subcampeón Chunnam Dragons.

## Reglamento de juego
El torneo se disputó en un formato de todos contra todos a ida y vuelta, de manera tal que cada equipo debió jugar un partido de local y uno de visitante contra sus otros nueve contrincantes. Una victoria se puntuaba con tres unidades, mientras que el empate valía un punto y la derrota, ninguno.
Para desempatar se utilizaron los siguientes criterios:
1. Puntos
2. Diferencia de goles
3. Goles anotados
4. Resultados entre los equipos en cuestión

## Tabla de posiciones
| Pos. | Equipo                  | Pts. | PJ | G  | E | P  | GF | GC | Dif. | Clasificación                                   |
| ---- | ----------------------- | ---- | -- | -- | - | -- | -- | -- | ---- | ----------------------------------------------- |
| 1    | Pusan Daewoo Royals (C) | 37   | 18 | 11 | 4 | 3  | 24 | 9  | +15  | Clasificado a la Copa de Clubes de Asia 1998-99 |
| 2    | Chunnam Dragons         | 36   | 18 | 10 | 6 | 2  | 26 | 13 | +13  | Clasificado a la Recopa de la AFC 1998-99       |
| 3    | Ulsan Hyundai Horang-i  | 30   | 18 | 8  | 6 | 4  | 28 | 21 | +7   |                                                 |
| 4    | Pohang Steelers         | 30   | 18 | 8  | 6 | 4  | 25 | 22 | +3   | Clasificado a la Copa de Clubes de Asia 1998-99 |
| 5    | Suwon Samsung Bluewings | 28   | 18 | 7  | 7 | 4  | 23 | 23 | 0    |                                                 |
| 6    | Jeonbuk Hyundai Dinos   | 26   | 18 | 6  | 8 | 4  | 32 | 25 | +7   |                                                 |
| 7    | Daejeon Citizen         | 16   | 18 | 3  | 7 | 8  | 21 | 25 | −4   |                                                 |
| 8    | Cheonan Ilhwa Chunma    | 13   | 18 | 2  | 7 | 9  | 19 | 31 | −12  |                                                 |
| 9    | Anyang LG Cheetahs      | 11   | 18 | 1  | 8 | 9  | 15 | 27 | −12  |                                                 |
| 10   | Bucheon SK              | 11   | 18 | 2  | 5 | 11 | 19 | 36 | −17  |                                                 |

 Fuente: South Korea 1997
Notas:
1. ↑  Pohang Steelers se clasificó para la Copa de Clubes de Asia 1998-99 como campeón vigente.

## Campeón
|                                        |
|                                        |
| Campeón Pusan Daewoo Royals 4.º título |